# Campionato italiano di pugilato
Il Campionato italiano di pugilato è la massima competizione pugilistica in Italia, organizzata dalla FPI e riservata ai pugili professionisti. Gli atleti vincitori si fregiano del titolo di campione d'Italia.

## Formula e regolamento

### Requisiti
Gli incontri di pugilato che assegnano il titolo italiano, si disputano esclusivamente tra pugili professionisti classificati 1ª Serie a seguito del nulla osta tecnico emanato dal Comitato Tecnico Pro. Il titolo di Campione d’Italia, assegnato uno per ogni categoria di peso, si disputa tra il detentore ed il secondo classificato del Settore PRO, tranne nei casi in cui lo sfidante sia un campione/sfidante di un titolo Mondiale, Europeo o di altre sigle riconosciute. Nel caso volesse disputare il match per il titolo tricolore, dovrà rinunciare alle qualifiche di campione/sfidante.

### Esclusioni
I pugili sconfitti nel confronto per il titolo (nella categoria di peso di riferimento), devono attendere che si disputi almeno un altro match per la difesa ufficiale per poi riproporsi.

Inoltre sono esclusi da sfidanti, tutti i pugili non in regola con il tesseramento FPI, non idonei sanitariamente dopo aver subito una sconfitta per knockout, knockout tecnico o per abbandono, quelli inattivi negli ultimi nove mesi.

Nel caso in cui non ci fossero pugili sfidanti idonei, il Campione può richiedere una difesa volontaria del titolo, previa autorizzazione della Federazione.

Nel caso in cui un pugile Campione risultasse vincitore anche in un'altra categoria di peso, entro 10 giorni dovrà comunicare quale titolo lasciare vacante, ovvero su decisione della Federazione in caso di mancata comunicazione nei tempi previsti.

### Numero delle riprese
I match per l'assegnazione del titolo di campione d’Italia, si svolgono in 10 round, per qualunque categoria di peso, sia maschile che femminile. Le riprese degli incontri femminili durano due minuti invece dei canonici tre previsti per gli uomini.

### Categorie di peso
Le categorie di peso in vigore per i professionisti sono:
| Categoria            | Limiti di peso  | Limiti di peso  |
| -------------------- | --------------- | --------------- |
| Categoria            | Uomini          | Donne           |
| Pesi paglia          | -               | 47,627 kg       |
| Pesi minimosca       | -               | 48,998 kg       |
| Pesi mosca           | 50,802 kg       | 50,802 kg       |
| Pesi supermosca      | -               | 52,163 kg       |
| Pesi gallo           | 53,525 kg       | 53,525 kg       |
| Pesi supergallo      | 55,338 kg       | 55,338 kg       |
| Pesi piuma           | 57,152 kg       | 57,152 kg       |
| Pesi superpiuma      | 58,967 kg       | 58,967 kg       |
| Pesi leggeri         | 61,237 kg       | 61,237 kg       |
| Pesi superleggeri    | 63,503 kg       | 63,503 kg       |
| Pesi welter          | 66,678 kg       | 66,678 kg       |
| Pesi superwelter     | 69,853 kg       | 69,853 kg       |
| Pesi medi            | 72,574 kg       | 72,574 kg       |
| Pesi supermedi       | 76,205 kg       | 76,205 kg       |
| Pesi mediomassimi    | 79,378 kg       | 79,378 kg       |
| Pesi massimi leggeri | 90,719 kg       | 90,719 kg       |
| Pesi massimi         | oltre 90,719 kg | oltre 90,719 kg |

### Operazioni di peso
Per i match che assegnano il titolo italiano, visita medica e pesatura vanno effettuate tra le 8 e le 36 ore precedenti l'incontro. Per lo sfidante c'è l'obbligo di effettuare la pesatura prima del campione in carica. Qualora uno dei due contendenti, dovesse superare il peso limite previsto per la categoria, ha due ore di tempo per un'ulteriore pesatura, durante le quali è vietato usare saune o simili.

Nel caso in cui, uno dei due o entrambi i contendenti, risultassero essere oltre il limite di peso, il match viene disputato ugualmente con i seguenti verdetti:
- Se lo sfidante è fuori peso, il titolo resta al campione qualunque sia l'esito del match;
- Se il campione è fuori peso e vince, il titolo sarà vacante, se perde lo sfidante è campione d'Italia;
- Se entrambi sono fuori peso, si combatte senza titolo in palio.